# Team Nyt Syn by Fialla
Team Nyt Syn by Fialla er et dansk cykelhold, etableret af Cykling Odense i 2021. Fra 2022 kørte det som et DCU Elite Team på herre- og damesiden, men i 2023 var det kun registreret som DCU Elite Team på damesiden. I 2024 bestod holdet af DCU juniorhold på herre- og damesiden.

## Holdet

### 2025

#### Damer - junior
| Trup 2025                     | Trup 2025       | Trup 2025                  | Trup 2025 |
| Rytter                        | Fødselsdag      | Seneste hold               |           |
| ----------------------------- | --------------- | -------------------------- | --------- |
| Ida Fialla                    | 13. august 2008 | Cykling Odense (2024)      |           |
| Klara Schlüter                | 27. juli 2007   | Roskilde Cykle Ring (2023) |           |
| Alma Walther Møller Rasmussen | 30. marts 2007  | Odder Cykel Klub (2023)    |           |
| Selma Viktoria Wehberg        | 28. august 2007 | Cykling Odense (2023)      |           |
| Mille Foldager Nielsen        | 7. juli 2007    | Solbjerg IF MTB (2023)     |           |
| Maja Kløcker-Larsen           | 29. januar 2009 | Cykling Odense (2024)      |           |
|                               |                 |                            |           |
| Kilde: ProCyclingStats        |                 |                            |           |

##### Sejre
| 17. maj | Danske mesterskab i enkeltstart for junior damer | NC | Ida Fialla |

#### Herrer - junior
| Trup 2025                    | Trup 2025        | Trup 2025                 | Trup 2025 |
| Rytter                       | Fødselsdag       | Seneste hold              |           |
| ---------------------------- | ---------------- | ------------------------- | --------- |
| Tobias Bahn                  | 30. juli 2007    | Cykling Odense (2023)     |           |
| Johann Bünger                | 23. august 2007  | Cykling Odense (2023)     |           |
| Laurids Kudsk                | 2008             |                           |           |
| Phillip Vejsgaard Vesterager | 25. april 2008   | Cykling Odense (2024)     |           |
| Jamie Coleman                | 13. februar 2007 | Cykling Odense (2023)     |           |
| Jacob Dahlstrøm Vinter       | 5. juli 2008     | Esbjerg Cykle Ring (2024) |           |
|                              |                  |                           |           |
| Kilde: ProCyclingStats       |                  |                           |           |

### 2024

#### Damer - junior
| Trup 2024                     | Trup 2024       | Trup 2024                  | Trup 2024 |
| Rytter                        | Fødselsdag      | Seneste hold               |           |
| ----------------------------- | --------------- | -------------------------- | --------- |
| Alma Walther Møller Rasmussen | 30. marts 2007  | Odder Cykel Klub (2023)    |           |
| Klara Schlüter                | 27. juli 2007   | Roskilde Cykle Ring (2023) |           |
| Selma Viktoria Wehberg        | 28. august 2007 | Cykling Odense (2023)      |           |
| Mille Foldager Nielsen        | 7. juli 2007    | Solbjerg IF MTB (2023)     |           |
|                               |                 |                            |           |
| Kilde: ProCyclingStats        |                 |                            |           |

##### Sejre
| 23. jun. | Danske mesterskab i landevejscykling for junior damer | NC | Alma Walther Møller Rasmussen |

#### Herrer - junior
| Trup 2024                | Trup 2024        | Trup 2024             | Trup 2024 |
| Rytter                   | Fødselsdag       | Seneste hold          |           |
| ------------------------ | ---------------- | --------------------- | --------- |
| Tobias Bahn              | 30. juli 2007    | Cykling Odense (2023) |           |
| Johann Bünger            | 23. august 2007  | Cykling Odense (2023) |           |
| Jamie Coleman            | 13. februar 2007 | Cykling Odense (2023) |           |
| Sigurd Stordal Philipsen | 12. juni 2006    | Cykling Odense (2023) |           |
|                          |                  |                       |           |
| Kilde: ProCyclingStats   |                  |                       |           |

### 2023

#### Damer
| Trup 2023                | Trup 2023         | Trup 2023             | Trup 2023 |
| Rytter                   | Fødselsdag        | Seneste hold          |           |
| ------------------------ | ----------------- | --------------------- | --------- |
| Mathilde Nødskov Aguirre | 26. januar 1997   | Cykling Odense (2022) |           |
| Mia Sofie Rützou         | 20. juli 1999     | Cykling Odense (2021) |           |
| Anika Rasmussen          | 18. november 1996 | Cykling Odense (2022) |           |
| Clara Westergaard        | 31. maj 2003      | Cykling Odense (2022) |           |
|                          |                   |                       |           |
| Kilde: ProCyclingStats   |                   |                       |           |

### 2022

#### Herrer
| Trup 2022              | Trup 2022         | Trup 2022                       | Trup 2022 |
| Rytter                 | Fødselsdag        | Seneste hold                    |           |
| ---------------------- | ----------------- | ------------------------------- | --------- |
| Emil Tønnesen          | 9. oktober 1993   | Cykling Odense (2021)           |           |
| Rasmus Lund Pedersen   | 9. juli 1998      | Restaurant Suri-Carl Ras (2021) |           |
| Christian Bahr         | 12. november 1999 | Holdsworth Zappi RT (2021)      |           |
| Arne Birkemose         | 24. oktober 1998  | IBT-BH Carl Ras (2021)          |           |
| Bjørn Andreassen       | 27. december 2001 | Cykling Odense (2021)           |           |
| Ian Millennium         | 17. februar 2001  | Cykling Odense (2021)           |           |
| Anders Fynbo           | 3. juni 1996      | Spellman Dublin Port (2022)     |           |
| Silas Bolund Falkø     | 25. oktober 2001  | Cykling Odense (2021)           |           |
| Karl-Erik Rosendahl    | 1. maj 2001       | Cykling Odense (2021)           |           |
|                        |                   |                                 |           |
| Kilde: ProCyclingStats |                   |                                 |           |

#### Damer
| Trup 2022                                        | Trup 2022       | Trup 2022                                 | Trup 2022 |
| Rytter                                           | Fødselsdag      | Seneste hold                              |           |
| ------------------------------------------------ | --------------- | ----------------------------------------- | --------- |
| Karoline Hemmsen                                 | 26. juli 1988   | Cykling Odense (2021)                     |           |
| Kirstine Frida Rysbjerg Munk (16. jun.–31. dec.) | 2. februar 1996 | Arbejdernes Bicycle Club København (2022) |           |
| Mia Sofie Rützou                                 | 20. juli 1999   | Cykling Odense (2021)                     |           |
| Julie Gaumitz Storm                              | 24. april 1996  | Cykling Odense (2021)                     |           |
| Ida Mechlenborg Krum                             | 21. marts 2004  | Give Cykelklub (2021)                     |           |
|                                                  |                 |                                           |           |
| Kilde: ProCyclingStats                           |                 |                                           |           |